# DJ Fly
Pour les articles homonymes, voir DJ Fly (homonymie).
DJ Fly, de son vrai nom Yoann Rousseau, est un disc jockey français de hip-hop et electro. En 2008, 2013 et 2024, il remporte le championnat du monde DMC.

## Biographie
Yoann Rousseau aka DJ Fly est né à Décines, et est originaire de Lyon,. Il découvre les platines vinyles en 1998, et lance sa carrière de disc jockey en 2000. Il participe au championnat du monde DMC en 2008, organisé à Londres au Royaume-Uni, duquel il ressort nommé et récompensé,,.
En octobre 2013, il est consacré pour la deuxième fois champion du monde au DMC,. La même année, il publie son premier EP intitulé Insolite. En novembre 2013, il part en tournée d'une vingtaine de jours en Asie.
Le 19 octobre 2024, il remporte pour la troisième fois le titre de champion du monde au DMC World Championship organisé à Paris.

## Distinctions
- 2024 :
  -  Championnat du Monde DMC
- 2016 :
  -  Champion du Monde DMC en équipe avec Dj Netik[11].

- 2013 :
  -  Championnat du Monde DMC
- 2012 :
  -  Élu dans la catégorie « meilleure performance DJ »

- 2008 :
  -  Championnat du Monde DMC
  -  Championnat de France DMC

- 2007 :
  -  Championnat du Monde DMC
  -  Championnat de France DMC
  -  Vainqueur de la coupe de France DMC, en catégorie « Beat Juggling »
  -  Vainqueur de la coupe de France DMC, en catégorie « Battle »

- 2006 :
  -  Vainqueur de la coupe de France DMC, en catégorie « Beat Juggling »
  -  Vainqueur de la coupe de France DMC, en catégorie « Battle »
  -  Vice-champion de France DMC

- 2005 :
  -  Vainqueur de la coupe de France DMC, en catégorie « Beat Juggling »
  -  Vainqueur du battle Who’s the King 2
  -  Championnat de France DMC

- 2004 :
  -  Vainqueur de la coupe de France DMC par équipe (Scratch Bandits Crew)
  -  Vainqueur du battle Who’s the King 1
  -  Vainqueur du Mach 3 Gemini Tour 2004

## Discographie

### EPs
- 2013 : Insolite - EP

### Albums collaboratifs
- 2008 : Scratch Bandits Crew - EP (avec Scratch Bandits Crew)
- 2010 : En petite coupures - EP (avec Scratch Bandits Crew)
- 2010 : Oster Lapwass & Anton Serra - ANTOlogie (avec L'animalerie)
- 2010 : Oster Lapwass & Ethor Skull - La gueule (Remx) (avec L'animalerie)
- 2012 : Anton Serra - Inséparable, J'voulais, J'voudrais, Le cheptel, Le rap est mort, Parc d'attraction (avec L'animalerie), Bombe funèbre (Remix), Aimer tue (Remix)
- 2012 : 31 novembre (avec Scratch Bandits Crew)

### Mixtapes
- 2002 : Turntable Style
- 2004 : Burning UP
- 2006 : Subway Connection
- 2009 : Wobble Bass
- 2010 : Wobble Bass Pt.2
- 2010 : Into Bootleg 2010

### Collaborations
- 2003 : Georges Praxis, Canapé superstar
- 2005 : Infâme, abject audio contrôle Part. 4
- 2006 : TomBad, New School Jam, TomBad, No Mess, No Bet, TomBad, Why, TomBad, Overload, TomBad, Think It over, TomBad, I Miss You, TomBad, TB Funk We Trust
- 2007 : Passi, électric
- 2007 : Blood Cuts
- 2008 : Les Gourmets, soyons sales (Teaser album)
- 2009 : Goldfinger Crew, Flying Ufo
- 2011 : Luce, La fessée
- 2012 : Fowatile (Teaser album)

## DVD
- 2007 : DMC WORLD DJ CHAMPIONSHIP FINAL 2007
- 2008 : DMC WORLD DJ CHAMPIONSHIP FINAL 2008
- 2009 : DMC WORLD DJ CHAMPIONSHIP FINAL 2009